# William Gibbs McAdoo
William Gibbs McAdoo (1863. október 31. – 1941. február 1.) amerikai politikus.

## Élete

### Ifjúkora
McAdoo a Georgia állambeli Marietta város közeli farmon született 1863-ban. Iskoláit szülővárosában végezte, azonban a család később a Tennessee állambeli Knoxville városába költözött. McAdoo itt végezte a középiskolát és az egyetemet (jogi diplomát szerzett). Jogi tanulmányait később New Yorkban folytatta. 

### Családja
Édesanyja Mary Faith Floyd (1832 – 1913) édesapja William Gibbs McAdoo (1820 – 1894) volt. McAdoo élete során háromszor nősült meg. Első felesége elhunyt, másodiktól elvált míg harmadik házasságának saját halála vetett véget.
- Sarah Hazelhurst Fleming (1885 - 1912)
  - Harriet Floyd McAdoo
  - Francis Huger McAdoo
  - Julia Hazelhurst McAdoo
  - Nona Hazelhurst McAdoo
  - William Gibbs MacAdoo
  - Robert Hazelhurst McAdoo
  - Sarah Fleming McAdoo.
- Eleanor Randolph Wilson (1914 - 1934)
- Doris Isabel Cross (1935 - 1941)

### Pályafutása
| „ | A tudatlant lehetetlen érvekkel meggyőzni. | ” |
|   |                                            |   |

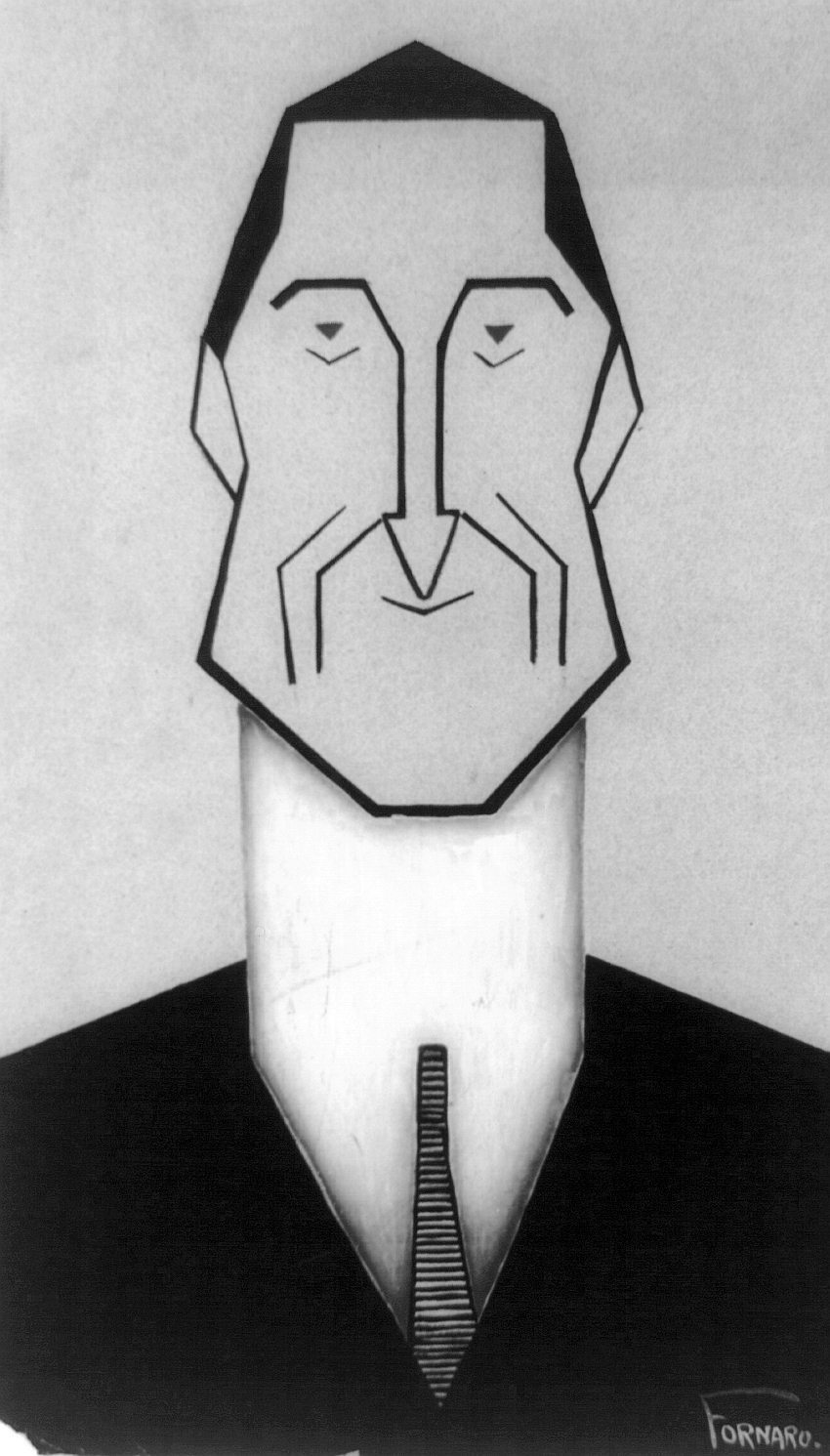
1914-es karikatúra McAdoo-ról

Politikai pályafutása előtt számos vállalkozásba kezdett több-kevesebb sikerrel.
1910-ben ismerkedett meg Thomas Woodrow Wilsonnal, az Egyesült Államok későbbi elnökével. McAdoo részt vett az 1912-es demokrata elnökjelölő kongresszuson (amelynek elnöke volt), ahol biztosította Wilson elnököt támogatásáról. Wilson elnök, megválasztása után 1913-ban pénzügyminiszterré nevezte ki McAdoo-t. Emellett az állami vasúttársaság főigazgatója lett.
Több társával együtt remélte, hogy az Egyesült Államoknak nem kell katonailag beavatkoznia az első világháborúba. Ennek értelében az Antanthatalmaknak küldött pénzsegély és fegyverszállítmányok támogatója volt.
Pályafutásának halála vetett véget. 1941-ben Franklin D. Roosevelt elnök beavatásáról hazafelé menet kapott szívrohamot, majd rövid időn belül elhunyt. Virginia államban temették el.
Ma a Texas állambeli McAdoo városa az ő nevét viseli.

## Lásd még
- Első világháború
- Thomas Woodrow Wilson
- Amerikai Egyesült Államok

## Fordítás
- Ez a szócikk részben vagy egészben  a   William Gibbs McAdoo című angol Wikipédia-szócikk fordításán alapul.  Az eredeti cikk szerkesztőit annak laptörténete sorolja fel. Ez a jelzés csupán a megfogalmazás eredetét és a szerzői jogokat jelzi, nem szolgál a cikkben szereplő információk forrásmegjelöléseként.